# پلستاین (تگزاس)
فلسطین (به انگلیسی: Palestine) نام یک شهر در ایالت تگزاس در آمریکا است.

## نگارخانه

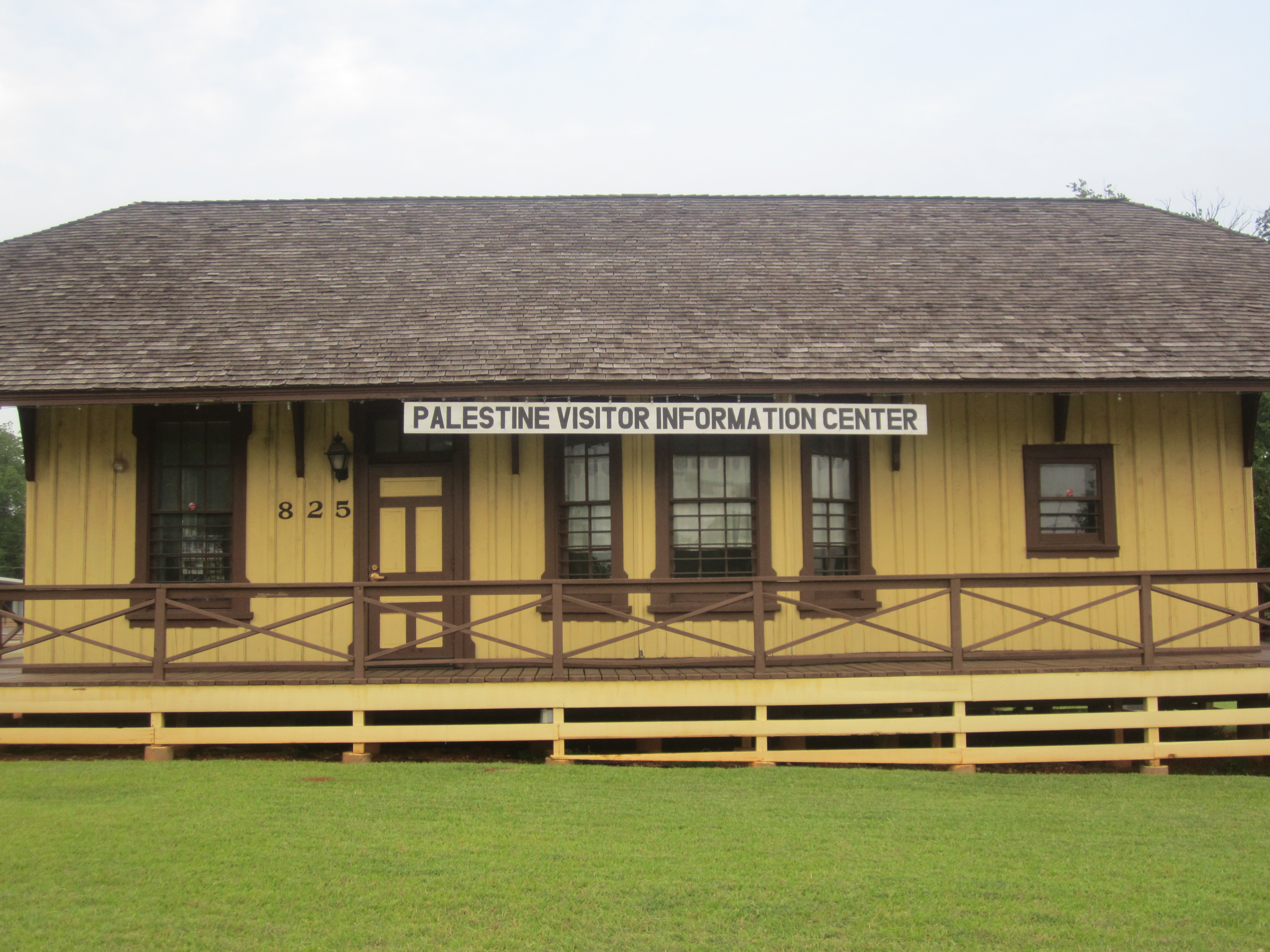
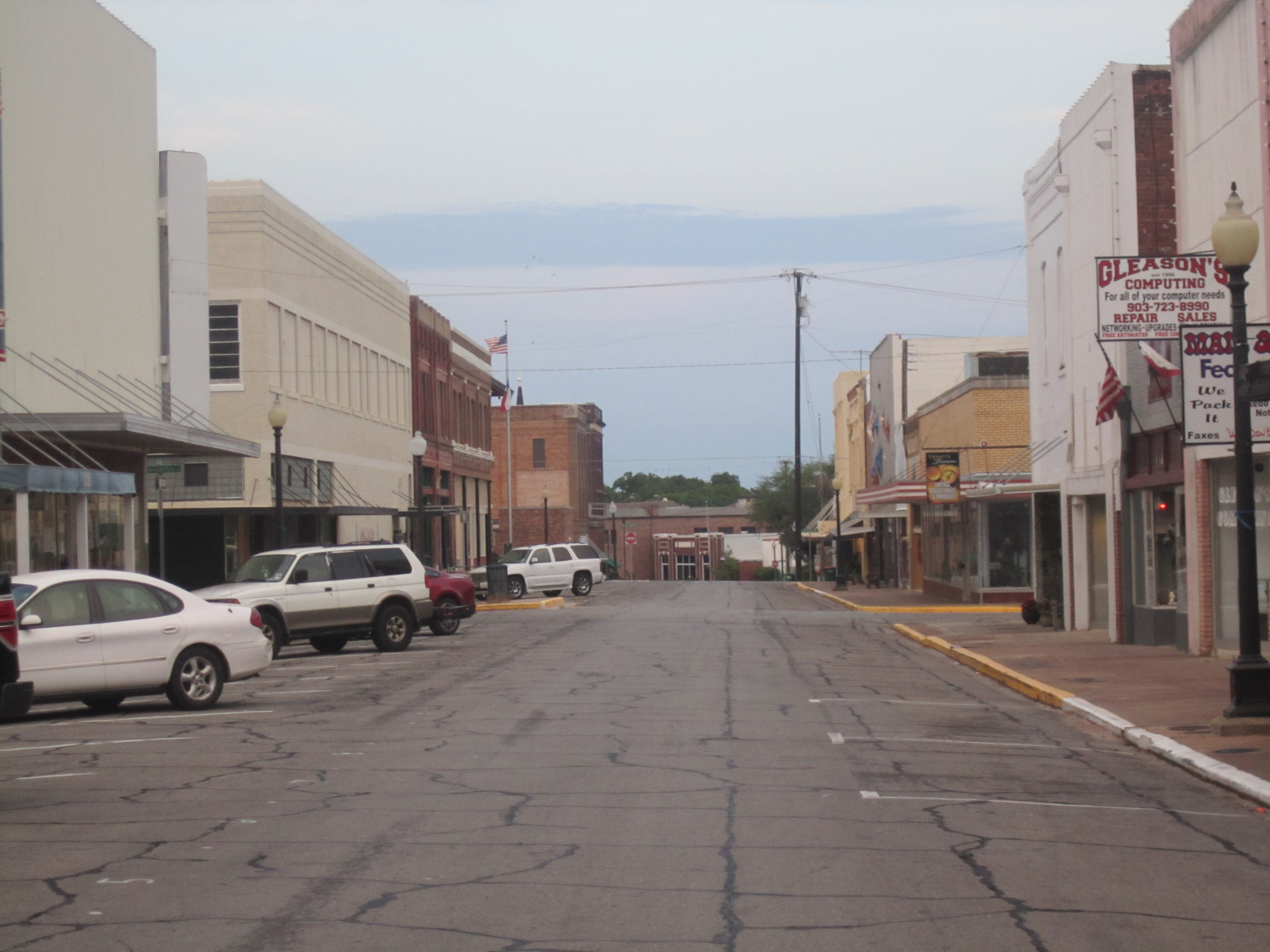
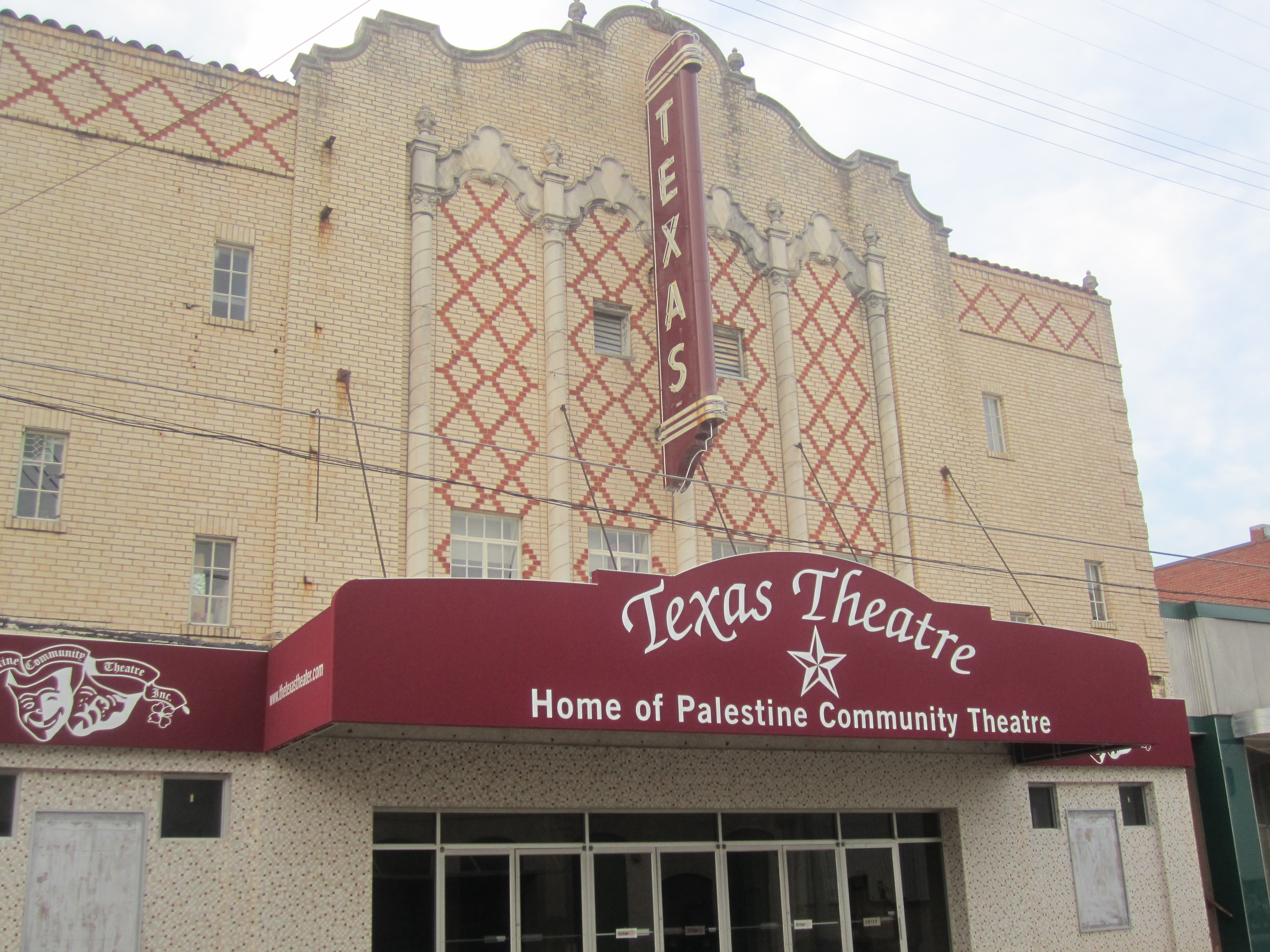
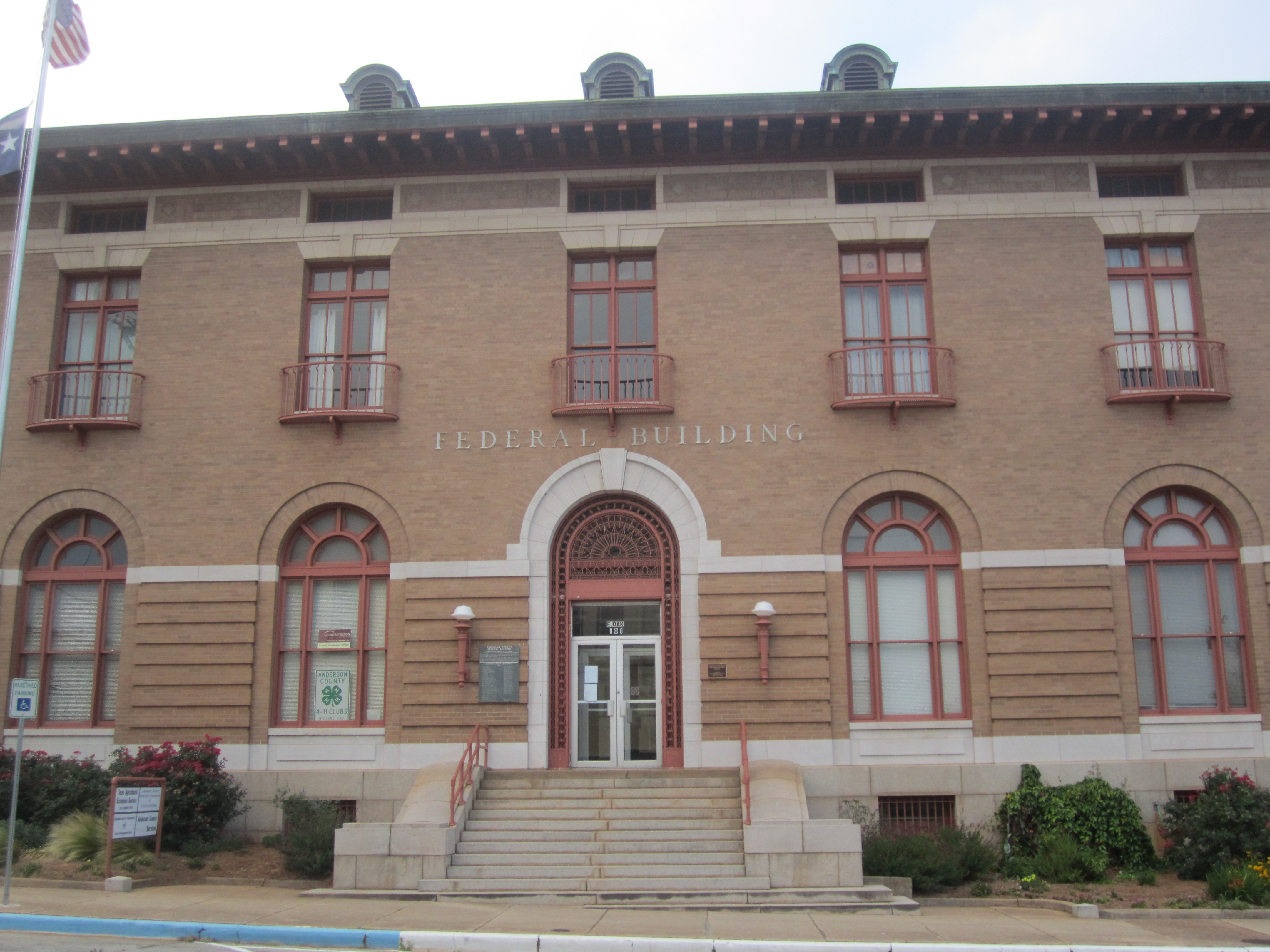
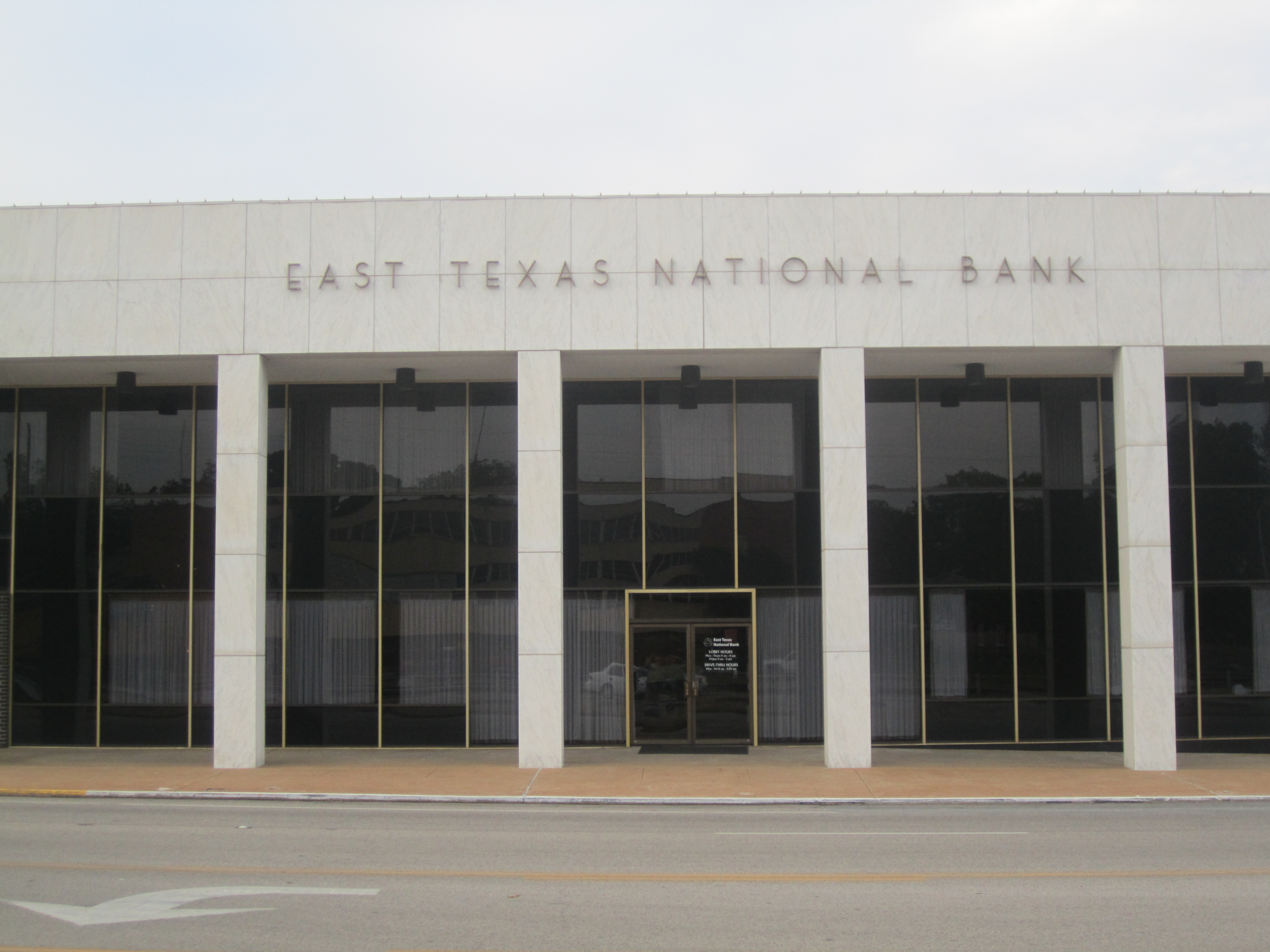
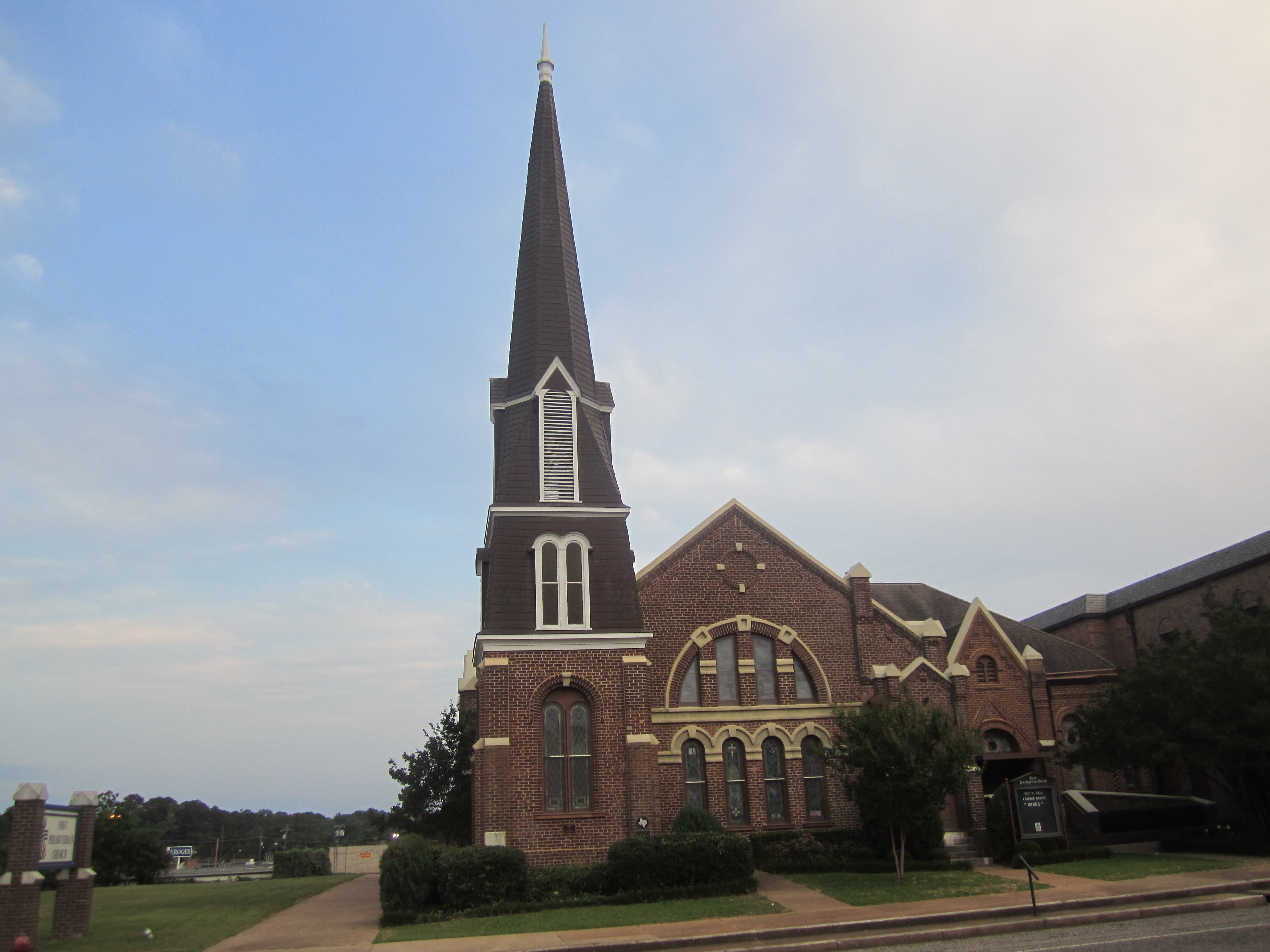
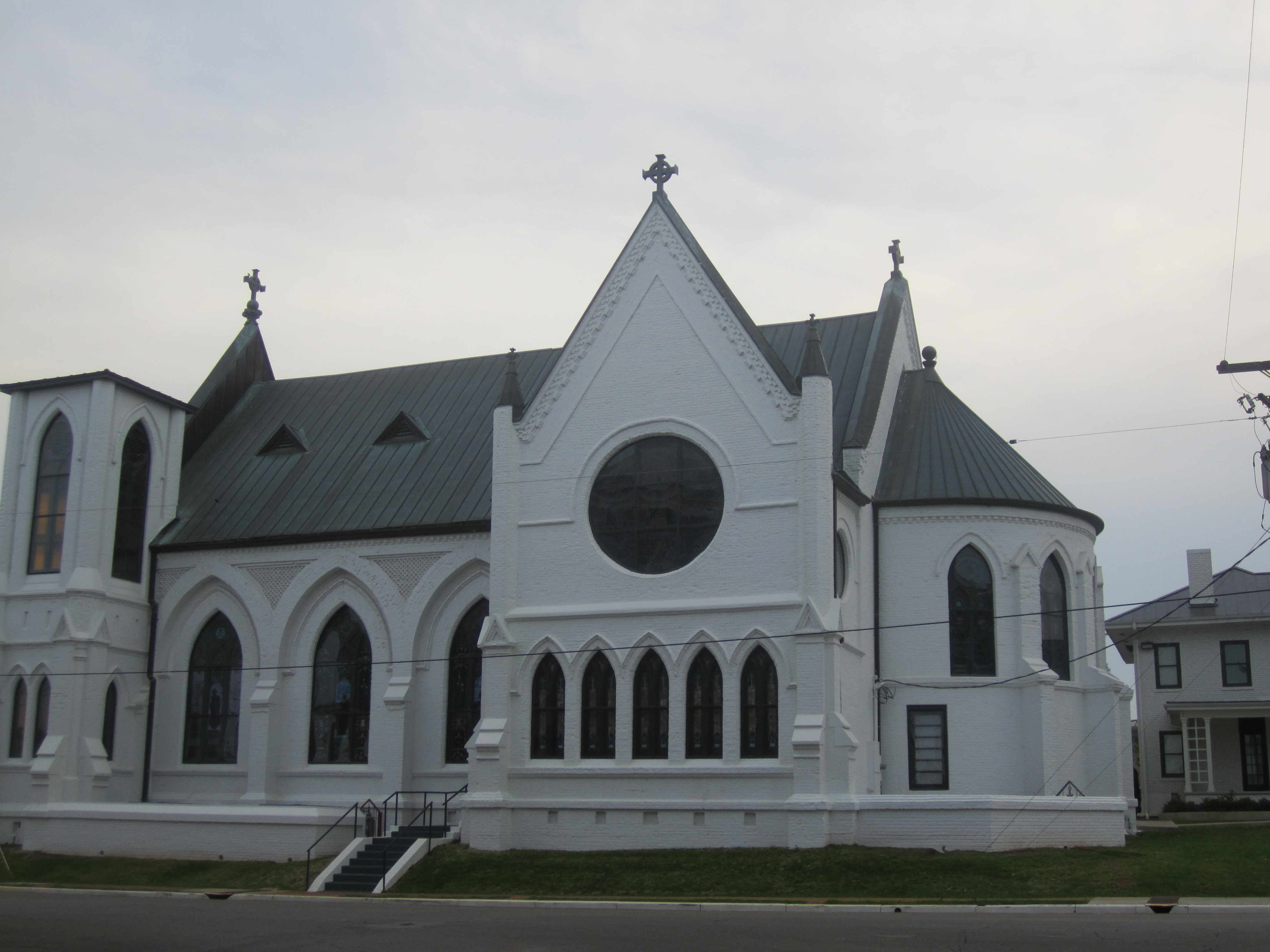

## وب‌گاه رسمی
- www.cityofpalestinetx.com